# Гана Шромова
Гана Шромова (чеськ. Hana Šromová; нар. 10 квітня 1978) — колишня чеська тенісистка.
Найвищу одиночну позицію світового рейтингу — 87 місце досягла 19 червня 2006, парну — 63 місце — 24 липня 2006 року.
Здобула 8 одиночних та 35 парних титулів туру ITF.
Найвищим досягненням на турнірах Великого шолома було 3 коло в парному розряді.
Завершила кар'єру 2014 року.

## Фінали ITF

### Одиночний розряд (8–10)
| турніри $100,000 |
| турніри $75,000  |
| турніри $50,000  |
| турніри $25,000  |
| турніри $10,000  |

| Результат | Ранг | Дата              | Турнір                           | Покриття   | Суперниця               | Рахунок       |
| --------- | ---- | ----------------- | -------------------------------- | ---------- | ----------------------- | ------------- |
| Поразка   | 1.   | 24 червня 1996    | Марибор, Словенія                | Ґрунт      | Петра Рацлавська        | 4–6, 6–4, 6–7 |
| Поразка   | 2.   | 26 травня 1997    | Варшава, Польща                  | Ґрунт      | Лібуше Прушова          | 2–6, 7–6, 4–6 |
| Поразка   | 3.   | 11 жовтня 1999    | Пльзень, Чехія                   | Ґрунт      | Лібуше Прушова          | 4–6, 1–6      |
| Поразка   | 4.   | 15 листопада 1999 | Шлірен, Швейцарія                | Килим      | Сусанне Трік            | 4–6, 3–6      |
| Перемога  | 5.   | 24 січня 2000     | Галландейл (Флорида), США        | Тверде     | Дон Бут                 | 3–6, 6–0, 6–2 |
| Поразка   | 6.   | 28 травня 2001    | Докси (Чеська Липа), Чехія       | Ґрунт      | Яна Мацурова            | 2–6, 6–4, 3–6 |
| Поразка   | 7.   | 29 вересня 2002   | Тренчанські Теплиці, Словаччина  | Ґрунт      | Делія Сезкіоряну        | 5–7, 2–4 ret. |
| Поразка   | 8.   | 14 жовтня 2002    | Гіза, Єгипет                     | Ґрунт      | Домініка Лузарова       | 6–7, 4–6      |
| Перемога  | 9.   | 18 листопада 2002 | Загреб, Хорватія                 | Тверде     | Ніка Ожегович           | 6–2, 7–5      |
| Перемога  | 10.  | 11 січня 2004     | Дубай, ОАЕ                       | Тверде     | Гульнара Фаттахетдінова | 4–6, 7–5, 6–3 |
| Перемога  | 11.  | 22 березня 2004   | Каїр, Єгипет                     | Ґрунт      | Габріела Веласко Андреу | 6–3, 6–1      |
| Перемога  | 12.  | 5 квітня 2004     | Каїр, Єгипет                     | Ґрунт      | Аннетте Кольб           | w/o           |
| Перемога  | 13.  | 24 травня 2004    | Стамбул, Туреччина               | Тверде     | Євгенія Савранська      | 6–4, 6–1      |
| Перемога  | 14.  | 19 липня 2004     | Ле-Контамін-Монжуа, Франція      | Тверде     | Еві Домінікович         | 6–4, 6–1      |
| Перемога  | 15.  | 1 листопада 2004  | Мумбаї, Індія                    | Тверде     | Монтіні Тангпхонг       | 6–2, 6–1      |
| Поразка   | 16.  | 30 січня 2005     | Waikoloa Challenger, США         | Тверде     | Марі-Ев Пеллетьє        | 6–4, 1–6, 4–6 |
| Поразка   | 17.  | 6 лютого 2005     | Рокфорд (Іллінойс), США          | Тверде (i) | Стефані Дюбуа           | 1–6, 2–6      |
| Поразка   | 18.  | 30 жовтня 2006    | Санта-Крус-де-ла-Сьєрра, Болівія | Ґрунт      | Хорхеліна Краверо       | 1–6, 7–6, 6–7 |

### Парний розряд (35–24)
| Результат | Ранг | Дата              | Турнір                          | Покриття   | Партнерка               | Суперниці                                   | Рахунок            |
| --------- | ---- | ----------------- | ------------------------------- | ---------- | ----------------------- | ------------------------------------------- | ------------------ |
| Перемога  | 1.   | 10 квітня 1995    | Тампіко, Мексика                | Ґрунт      | Їндра Ґабрішова         | Інгрід Курта Аартхі Венкатесан              | 6–3, 7–6           |
| Перемога  | 2.   | 29 травня 1995    | Катовиці, Польща                | Ґрунт      | Моніка Кратохвілова     | Галина Димитрова Дессислава Топалова        | 6–3, 4–6, 6–3      |
| Перемога  | 3.   | 29 липня 1996     | Горб-ам-Неккар, Німеччина       | Ґрунт      | Яна Ондроухова          | Ольга Виметалкова Моніка Кратохвілова       | 6–2, 6–3           |
| Поразка   | 4.   | 9 грудня 1996     | Пршеров, Чехія                  | Килим      | Мілена Неквапілова      | Катержина Шишкова Ева Меліхарова            | 2–6, 6–7           |
| Перемога  | 5.   | 20 січня 1997     | Стамбул, Туреччина              | Тверде (i) | Яна Ондроухова          | Моніка Машталіржова Мілена Неквапілова      | 6–2, 6–1           |
| Перемога  | 6.   | 24 лютого 1997    | Яффа, Ізраїль                   | Тверде     | Мілена Неквапілова      | Нора Кевеш Патрісія Маркова                 | 6–4, 6–2           |
| Поразка   | 7.   | 3 березня 1997    | Тель-Авів, Ізраїль              | Тверде     | Мілена Неквапілова      | Генріетте ван Алдерен Андреа ван ден Гурк   | 6–0, 3–6, 4–6      |
| Поразка   | 8.   | 14 квітня 1997    | Дубровник, Хорватія             | Ґрунт      | Мілена Неквапілова      | Патрісія Маркова Зузана Валекова            | 6–2, 5–7, 4–6      |
| Поразка   | 9.   | 21 квітня 1997    | Простейов, Чехія                | Ґрунт      | Ольга Виметалкова       | Силва Несвадбова Мілена Неквапілова         | 2–6, 6–7           |
| Перемога  | 10.  | 12 травня 1997    | Пряшів, Словаччина              | Ґрунт      | Мілена Неквапілова      | Ольга Виметалкова Яна Мацурова              | 2–6, 6–4, 6–2      |
| Перемога  | 11.  | 26 травня 1997    | Варшава, Польща                 | Ґрунт      | Мілена Неквапілова      | Ольга Виметалкова Яна Ондроухова            | w/o                |
| Перемога  | 12.  | 13 жовтня 1997    | Сен-Рафаель (Вар), Франція      | Тверде (i) | Алена Вашкова           | Зузі Лорманн Керстін Марент                 | 6–3, 6–3           |
| Перемога  | 13.  | 20 жовтня 1997    | Жуе-ле-Тур, Франція             | Тверде (i) | Мілена Неквапілова      | Ева Дірберг Майкен Папе                     | 5–7, 6–3, 6–4      |
| Поразка   | 14.  | 2 лютого 1998     | Стамбул, Туреччина              | Тверде (i) | Ольга Виметалкова       | Адрієнн Хегюдюш Габріела Хмелінова          | 4–6, 6–4, 2–6      |
| Перемога  | 15.  | 30 березня 1998   | Афіни, Греція                   | Ґрунт      | Мілена Неквапілова      | Яна Мацурова Габріела Хмелінова             | 6–3, 7–5           |
| Поразка   | 16.  | 8 червня 1998     | Кендзежин-Козьле, Польща        | Ґрунт      | Мілена Неквапілова      | Катажина Теодорович Анна Бєлень-Жарська     | 6–7, 1–6           |
| Поразка   | 17.  | 15 червня 1998    | Докси (Чеська Липа), Чехія      | Ґрунт      | Мілена Неквапілова      | Зузана Лешенарова Луціє Штефлова            | 3–6, 7–5, 2–6      |
| Перемога  | 18.  | 10 серпня 1998    | Братислава, Словаччина          | Ґрунт      | Мілена Неквапілова      | Ленка Немечкова Катаріна Студенікова        | 6–2, 6–4           |
| Перемога  | 19.  | 17 травня 1999    | Зальцбург, Австрія              | Ґрунт      | Мілена Неквапілова      | Сідні Схюрманс Магдалена Зденовкова         | 6–3, 6–4           |
| Перемога  | 20.  | 16 серпня 1999    | Марибор, Словенія               | Ґрунт      | Ольга Виметалкова       | Андреа Шебова Сільвія Уріцкова              | 6–4, 6–3           |
| Перемога  | 21.  | 8 листопада 1999  | Ступава, Словаччина             | Тверде (i) | Габріела Хмелінова      | Алена Пауленкова Радка Зрубакова            | 6–1, 6–0           |
| Поразка   | 22.  | 15 листопада 1999 | Шлірен, Швейцарія               | Килим      | Гелена Вілдова          | Габріела Хмелінова Ольга Виметалкова        | 2–6, 6–4, 5–7      |
| Поразка   | 23.  | 24 січня 2000     | Галландейл (Флорида), США       | Тверде     | Джін Окада              | Лі Тін Лі На                                | 3–6, 5–7           |
| Поразка   | 24.  | 7 лютого 2000     | Любляна, Словенія               | Килим      | Ольга Виметалкова       | Адрієнн Хегюдюш Надія Островська            | 5–7, 3–6           |
| Перемога  | 25.  | 19 червня 2000    | Сопот (Польща), Польща          | Ґрунт      | Мілена Неквапілова      | Маркета Кохта Людмила Ріхтерова             | 6–3, 6–2           |
| Перемога  | 26.  | 28 травня 2001    | Докси, Чехія                    | Ґрунт      | Мілена Неквапілова      | Ольга Виметалкова Габріела Хмелінова        | 2–6, 6–4, 6–1      |
| Перемога  | 27.  | 18 червня 2001    | Горіція, Італія                 | Ґрунт      | Мілена Неквапілова      | Тетяна Ковальчук Андрея Ехрітт-Ванк         | 5–7, 6–1, 6–1      |
| Поразка   | 28.  | 25 червня 2001    | Мон-де-Марсан, Франція          | Ґрунт      | Рената Кучерова         | Анаушка ван Ексел Зузана Валекова           | 1–6, 1–6           |
| Поразка   | 29.  | 9 липня 2001      | Дармштадт, Німеччина            | Ґрунт      | Мілена Неквапілова      | Магдалена Кучерова Лідія Штайнбах           | 1–6, 2–6           |
| Поразка   | 30.  | 6 серпня 2001     | Ріміні, Італія                  | Ґрунт      | Мілена Неквапілова      | Петра Мандула Патріція Вартуш               | 2–6, 1–6           |
| Поразка   | 31.  | 22 жовтня 2001    | Ополе, Польща                   | Килим (i)  | Мілена Неквапілова      | Магдалена Кучерова Лідія Штайнбах           | 3–6, 2–6           |
| Перемога  | 32.  | 5 листопада 2001  | Каїр, Єгипет                    | Ґрунт      | Мілена Неквапілова      | Зузана Гейдова Габріела Волекова            | 6–3, 6–2           |
| Перемога  | 33.  | 10 червня 2002    | Градо, Італія                   | Ґрунт      | Глорія Піццікіні        | Сандра Начук Наташа Рандріантефі            | 6–3, 7–5           |
| Поразка   | 34.  | 8 серпня 2002     | Валашке Мезиржичі, Чехія        | Ґрунт      | Мілена Неквапілова      | Рената Кучерова Габріела Хмелінова          | 4–6, 1–6           |
| Поразка   | 35.  | 23 вересня 2002   | Шопрон, Угорщина                | Ґрунт      | Мілена Неквапілова      | Даніела Клеменшиц Сандра Клеменшиц          | 7–6, 2–6, 2–6      |
| Поразка   | 36.  | 29 вересня 2002   | Тренчанські Теплиці, Словаччина | Ґрунт      | Мілена Неквапілова      | Яна Мацурова Габріела Хмелінова             | 2–1 ret.           |
| Перемога  | 37.  | 6 жовтня 2002     | Аїн Сохна, Єгипет               | Ґрунт      | Олена Антипіна          | Ким Камбич Орелі Веді                       | 6–2, 7–5           |
| Перемога  | 38.  | 20 жовтня 2002    | Ель-Мансура, Єгипет             | Ґрунт      | Олена Антипіна          | Гульнара Фаттахетдінова Галина Воскобоєва   | 6–2, 6–2           |
| Поразка   | 39.  | 6 жовтня 2003     | Сьюдад-Хуарес, Мексика          | Ґрунт      | Яна Главачкова          | Лурдес Домінгес Ліно Нурія Льягостера Вівес | 4–6, 6–2, 6–3      |
| Поразка   | 40.  | 20 жовтня 2003    | Ополе, Польща                   | Килим (i)  | Зузана Гейдова          | Ольга Виметалкова Габріела Хмелінова        | 4–6, 3–6           |
| Перемога  | 41.  | 2 листопада 2003  | Мумбаї, Індія                   | Тверде     | Габріела Хмелінова      | Рушмі Чакравартхі Сай Джаялакшмі Джаярам    | 6–1, 6–1           |
| Перемога  | 42.  | 11 січня 2004     | Дубай, ОАЕ                      | Тверде     | Гульнара Фаттахетдінова | Даніела Клеменшиц Сандра Клеменшиц          | 6–3, 4–6, 6–4      |
| Перемога  | 43.  | 22 березня 2004   | Каїр, Єгипет                    | Ґрунт      | Ева Мартінцова          | Раїса Гуревич Катерина Кожокіна             | 6–1, 6–0           |
| Перемога  | 44.  | 5 квітня 2004     | Каїр, Єгипет                    | Ґрунт      | Сімона Добра            | Гелена Еєсон Аннетте Кольб                  | w/o                |
| Поразка   | 45.  | 24 травня 2004    | Стамбул, Туреччина              | Тверде     | Габріела Веласко Андреу | Ірина Бремон Євгенія Савранська             | 3–6, 4–6           |
| Перемога  | 46.  | 20 вересня 2004   | Джунія, Ліван                   | Тверде     | Петра Цетковська        | Нурія Льягостера Вівес Фредеріка Пієдаде    | 6–4, 6–2           |
| Перемога  | 47.  | 26 жовтня 2004    | Стамбул, Туреччина              | Тверде (i) | Олена Антипіна          | Іпек Шенолу Катрін Верле-Шеллер             | 6–7(5–7), 6–3, 7–5 |
| Поразка   | 48.  | 1 листопада 2004  | Мумбаї, Індія                   | Тверде     | Марія Абрамович         | Акгуль Аманмурадова Сай Джаялакшмі Джаярам  | 6–4, 4–6, 4–6      |
| Перемога  | 49.  | 11 липня 2005     | Віттель, Франція                | Ґрунт      | Рената Ворачова         | Станіслава Грозенська Ленка Немечкова       | 6–4, 6–4           |
| Поразка   | 50.  | 19 вересня 2005   | Джунія, Ліван                   | Тверде     | Олена Антипіна          | Марія Коритцева Анастасія Якімова           | 5–7, 2–6           |
| Перемога  | 51.  | 13 грудня 2005    | Дубай, ОАЕ                      | Тверде     | Габріела Хмелінова      | Катерина Макарова Ольга Панова              | 7–5, 6–4           |
| Перемога  | 52.  | 25 квітня 2006    | Лафаєтт (Луїзіана), США         | Ґрунт      | Мілагрос Секера         | Юліана Федак Ева Грдінова                   | 2–6, 6–1, 6–1      |
| Перемога  | 53.  | 12 червня 2006    | Загреб, Хорватія                | Ґрунт      | Міхаела Паштікова       | Ольга Виметалкова Луціє Градецька           | w/o                |
| Перемога  | 54.  | 7 листопада 2006  | Торонто, Канада                 | Тверде (i) | Анжеліка Бахманн        | Гейді Ель Табах Ралука Олару                | 6–4, 6–1           |
| Перемога  | 55.  | 21 листопада 2006 | Пуебла, Мексика                 | Тверде     | Марія Фернанда Алвеш    | Івана Абрамович Марія Абрамович             | 6–4, 6–3           |
| Перемога  | 56.  | 29 листопада 2006 | Сан-Дієго, США                  | Тверде     | Івана Абрамович         | Крістіна Фусано Алік Цубанос                | 6–4, 6–3           |
| Поразка   | 57.  | 3 квітня 2007     | Пелам (Нью-Йорк), США           | Ґрунт      | Міхаела Паштікова       | Карлі Галліксон Ніколь Кріз                 | 2–6, 6–2, 0–6      |
| Поразка   | 58.  | 11 червня 2007    | Злін, Чехія                     | Тверде     | Міхаела Паштікова       | Луціє Градецька Рената Ворачова             | 2–6, 6–2, 4–6      |
| Перемога  | 59.  | 5 травня 2008     | Бухарест, Румунія               | Ґрунт      | Петра Цетковська        | Сорана Кирстя Агнеш Сатмарі                 | 6–4, 7–5           |

## Часова шкала результатів на турнірах Великого шлему
| W | Ф | ПФ | ЧФ | #Р | КТ | К# | DNQ | A | NH |

### Одиночний розряд
| Турнір                                 | 2001 | 2002 | 2003 | 2004 | 2005 | 2006 | 2007 | 2008 | W-L |
| -------------------------------------- | ---- | ---- | ---- | ---- | ---- | ---- | ---- | ---- | --- |
| Відкритий чемпіонат Австралії з тенісу | К1р  |      |      |      | К1р  | 2р   | К1р  |      | 1–1 |
| Відкритий чемпіонат Франції з тенісу   |      |      |      |      | К2р  | 2р   | К1р  | К2р  | 1–1 |
| Вімблдонський турнір                   |      |      |      |      | К1р  | 1р   | 2р   | К2р  | 1–2 |
| Відкритий чемпіонат США з тенісу       |      |      | К1р  |      | К2р  | 1р   | К2р  | 1р   | 0–2 |
| В-П                                    | 0–0  | 0–0  | 0–0  | 0–0  | 0–0  | 2–4  | 1–1  | 0–1  | 3–6 |

### Парний розряд
| Турнір                                 | 2006 | 2007 | W-L |
| -------------------------------------- | ---- | ---- | --- |
| Відкритий чемпіонат Австралії з тенісу | 1р   | 1р   | 0–2 |
| Відкритий чемпіонат Франції з тенісу   |      |      | 0–0 |
| Вімблдонський турнір                   | 3р   | 1р   | 2–2 |
| Відкритий чемпіонат США з тенісу       | 1р   |      | 0–1 |
| В-П                                    | 2–3  | 0–2  | 2–5 |